# Рівняння ББГКІ
Рівняння Боголюбова-Борна-Гріна-Керквуда-Івона, скорочено ББГКІ — ієрархічний ланцюжок рівнянь для n-частинкових функцій розподілу класичної системи частинок, що використовується для опису рідин. Кожне з рівнянь ланцюжка отримується усередненням рівняння Ліувіля для функції розподілу всієї системи за координатами та імпульсами {\displaystyle N-n} частинок, де N - число частинок в системі. Як наслідок, рівняння для n-частинкової функції розподілу містить член із (n+1)-частинковою функцією розподілу.

## Формулювання
Функція розподілу системи N класичних частинок, що взаємодіють між собою, {\displaystyle f_{N}(\mathbf {r} _{i},\mathbf {p} _{i},t)} визначена  в 6N-вимірному фазовому просторі. Нехай частинки взаємодіють між собою попарно, і потенціал цієї взаємодії задається функцією {\displaystyle V_{ij}(\mathbf {r} _{i},\mathbf {r} _{j})}. Крім того, для загальності, на кожну з частинок може діяти зовнішня сила, потенціал якої задається функцією {\displaystyle U_{ij}(\mathbf {r} _{i})}. За теоремою Ліувіля функція розподілу задовольняє рівнянню:
{\displaystyle {\frac {\partial f_{N}}{\partial t}}+\sum _{i=1}^{N}{\dot {\mathbf {r} }}_{i}{\frac {\partial f_{N}}{\partial \mathbf {r} _{i}}}+\sum _{i=1}^{N}\left(-{\frac {\partial U_{i}}{\partial \mathbf {r} _{i}}}-\sum _{j=1}^{N}{\frac {\partial V_{ij}}{\partial \mathbf {r} _{i}}}\right){\frac {\partial f_{N}}{\partial \mathbf {p} _{i}}}=0.}
Це рівняння можна проінтегрувати по змінних усіх частинок, крім однієї. Тоді в усіх його членах, крім члена з парною взаємодією, з'явиться одночастинкова функція розподілу, а член з парною взаємодією можна буде проінтегрувати по N-2 змінних. При цьому залишиться інтеграл від двочастинкової функції розподілу:
{\displaystyle {\frac {\partial f_{1}}{\partial t}}+{\dot {\mathbf {r} }}_{1}{\frac {\partial f_{1}}{\partial \mathbf {r} _{1}}}-{\frac {\partial U_{i}}{\partial \mathbf {r} _{1}}}{\frac {\partial f_{1}}{\partial \mathbf {p} _{1}}}=\left(N-1\right)\int {\frac {\partial V_{1,2}}{\partial \mathbf {r} _{1}}}{\frac {\partial f_{2}}{\partial \mathbf {p} _{1}}}\,d\mathbf {r} _{2}d\mathbf {p} _{2}.}
Аналогічно, при інтегруванні по змінних усіх частинок, крім двох, вийде рівняння яке міститиме двочастинкову функцію розподілу й інтеграл від тричастинкової функції розподілу. В загальному випадку для n-частинкової функції розподілу:  
{\displaystyle {\frac {\partial f_{n}}{\partial t}}+\sum _{i=1}^{n}{\dot {\mathbf {r} }}_{i}{\frac {\partial f_{n}}{\partial \mathbf {r} _{i}}}+\sum _{i=1}^{n}\left(-{\frac {\partial U_{i}}{\partial \mathbf {r} _{i}}}-\sum _{j=1}^{n}{\frac {\partial V_{ij}}{\partial \mathbf {r} _{i}}}\right){\frac {\partial f_{n}}{\partial \mathbf {p} _{i}}}=\sum _{i=1}^{n}\left(N-n\right)\int {\frac {\partial V_{i,n+1}}{\partial \mathbf {r} _{i}}}{\frac {\partial f_{n+1}}{\partial \mathbf {p} _{i}}}\,d\mathbf {r} _{n+1}d\mathbf {p} _{n+1}.}
Як наслідок виникає ланцюжок рівнянь, у яких n-частинкова функція розподілу зв'язана з (n+1)-частинковою функцією розподілу. Цей ланцюжок рівнянь точний, і розв'язувати його не легше, ніж знаходити розв'язок вихідного рівняння. Однак, зазвичай його обривають, роблячи припущення про залежність наступної функції розподілу від попередніх.

## Історія
n-частинкові функції розподілу запровадив Жак Івон у 1935. 1945 року ієрархічний ланцюжок рівнянь отримав Микола Боголюбов. Джон Керквуд розглянув кінетичний транспорт в роботі, поданій у журнал у жовтні  1945 і опублікованій у березні 1946, а також в наступних роботах. Макс Борн та Герберт Грін розглянули загальну кінетику рідин в статті, отриманій редакцією в лютому 1946 і опублікованій в грудні 1946.

## Виноски
1. ↑  J. Yvon (1935): La théorie statistique des fluides et l'équation d'état (in French), Actual. Sci. & Indust. № 203 (Paris, Hermann).
2. ↑  N. N. Bogoliubov (1946). Kinetic Equations. Journal of Experimental and Theoretical Physics (Russian) . 16 (8): 691—702.
3. ↑  N. N. Bogoliubov (1946). Kinetic Equations. Journal of Physics USSR. 10 (3): 265—274.
4. ↑  John G. Kirkwood (March 1946). The Statistical Mechanical Theory of Transport Processes I. General Theory. The Journal of Chemical Physics. 14 (3): 180. Bibcode:1946JChPh..14..180K. doi:10.1063/1.1724117.
5. ↑  John G. Kirkwood (January 1947). The Statistical Mechanical Theory of Transport Processes II. Transport in Gases. The Journal of Chemical Physics. 15 (1): 72. Bibcode:1947JChPh..15...72K. doi:10.1063/1.1746292.
6. ↑  M. Born and H. S. Green (31 грудня 1946). A General Kinetic Theory of Liquids I. The Molecular Distribution Functions. Proc. Roy. Soc. A. 188: 10—18. Bibcode:1946RSPSA.188...10B. doi:10.1098/rspa.1946.0093.